# 泉州公交K510路
泉州公交K510路是中华人民共和国泉州市境内的一条公共交通线路，全程12公里，起讫点为客运中心站至泉州第三医院。运营时间为客运中心站：7:30-17:20；泉州第三医院：8:00-18:00

## 历史
- 2018年4月13日，泉州公交发布关于开通K510路的通知[1]
- 2018年4月18日，泉州公交开通K510路，初期运行区间为客运中心站-泉州第三医院。初期运行时间为客运中心站7:30-16:40、泉州第三医院：8:00-17:20[2]。使用车辆为自X2路划拨的2部友谊ZGT6608NV1C型LNG空调小巴
- 2018年8月，K510路更换为2部中车时代TEG6820BEV01型空调电动巴士，并退下2部ZGT6608NV1C。
- 2019年3月，K510路接手并增加自2路退下的2部TEG6820BEV01，配车数达到4部
- 2019年9月16日，因后渚大桥东立交建成通车，沿江大道路口封闭影响。K510路自该日起取消途经白沙二村、东前村口，改为途经后渚大桥东立交、海江大道、沙纬五路至第三医院。[3]
- 2020年1月27日，为配合惠安县交通局及台投区规划建设交通局关于新型冠状病毒肺炎防控要求。K510路自当日14:00起暂停运行至2月16日。[4]
- 2020年2月17日，K510路自该日起恢复运行。
- 2021年9月13日，应台商投资区疫情应急指挥部要求。自当日16:30起，K510路暂停运营至9月30日。[5]
- 2021年10月1日，K510路自该日起恢复运营。[6]
- 2022年3月14日，受客运中心站划为疫情封控区影响，K510自该日起暂停运营至4月19日。[7][8]
- 2022年4月20日，K510路恢复运营。[9]
- 2022年12月15日，自该日起K510路正式实行定点发车制度，发车时间调整为客运中心站7:30、7:50、8:30、9:00、9:30、10:10、11:00、11:40、12:10、12:50、13:30、14:10、14:40、15:10、15:40、16:10、16:40、17:20；第三医院8:00、8:30、9:00、9:30、10:00、10:40、11:30、12:10、12:40、13:20、14:00、14:40、15:10、15:40、16:10、16:40、17:10、18:00发车，其它不变。[10]
- 2023年9月25日，因优化调整，K510路自该日起取消途径海江大道。改为途径东西主干道、滨湖西路、开发街、江春路、康泰街至第三医院，其它不变。[11]
- 2024年12月31日，K510路全线更换为3部福田BJ6851EVCA-30型空调电动巴士，原配3部TEG6820BEV01退役。

## 站点
| 路线 | 路线 | 路线 | 所在地区、街道 | 所在地区、街道   | 站点名       | 备注                |
| ---- | ---- | ---- | -------------- | ---------------- | ------------ | ------------------- |
|      |      |      | 丰泽区         | 泉秀街           | 客运中心站   | 起讫站              |
|      |      |      | 丰泽区         | 泉秀街           | 金帝花园     |                     |
|      |      |      | 丰泽区         | 通港西街         | 现代广场     | 原名 坂头           |
|      |      |      | 丰泽区         | 通港西街         | 真武庙       | 原名 东海街道办事处 |
|      |      |      | 丰泽区         | 通港西街         | 黎明大学     |                     |
|      |      |      | 丰泽区         | 通港西街         | 宝珊花园     |                     |
|      |      |      | 丰泽区         | 通港西街         | 法坊路口     | 原名 筑路机厂       |
|      |      |      | 丰泽区         | 通港西街         | 霞露口       |                     |
|      |      |      | 丰泽区         | 通港东街 228国道 | 迎宾馆路口   |                     |
|      |      |      | 丰泽区         | 通港东街 228国道 | 森林公园     |                     |
|      |      |      | 丰泽区         | 通港东街 228国道 | 赵厝路口     |                     |
|      |      |      | 台投区         | 江苑路 原 江春路 | 江春路       | 原名 白沙二村       |
|      |      |      | 台投区         | 康泰街           | 泉州第三医院 | 起讫站              |

## 票价
K510路计价方式为一票制，全程票价¥1.0。
- 泉通卡普通卡9折，月票卡乘坐需刷一次。敬老卡、爱心卡有效
- 可使用泉城通APP及支付宝、云闪付、微信乘车码支付

## 配车
K510路配车数总计3部，其中：
- 福田BJ6851EVCA-30 3部

- 友谊ZGT6608NV1C
（2018.4 - 2018.8）
- 中车时代TEG6820BEV01
（2018.8 - 2024.12）
- 福田BJ6851EVCA-30
（2024.12 - ）

## 相关
- 泉州公交线路列表